# Ökölvívás az 1956. évi nyári olimpiai játékokon
Az ökölvívás az 1956. évi nyári olimpiai játékokon tíz súlycsoportban zajlott. A szabályok értelmében a harmadik helyért nem kellett megmérkőzniük a versenyzőknek, mindkét elődöntő vesztese bronzérmet kapott. A legtechnikásabb ökölvívónak kiosztott Val Barker-díjat a brit Richard McTaggart kapta.

## Éremtáblázat
(Magyarország és a rendező ország csapata eltérő háttérszínnel, az egyes számoszlopok legmagasabb értéke illetve értékei vastagítással kiemelve.)
| Az 1956. évi nyári olimpiai játékok éremtáblázata ökölvívásban | Az 1956. évi nyári olimpiai játékok éremtáblázata ökölvívásban | Az 1956. évi nyári olimpiai játékok éremtáblázata ökölvívásban | Az 1956. évi nyári olimpiai játékok éremtáblázata ökölvívásban | Az 1956. évi nyári olimpiai játékok éremtáblázata ökölvívásban | Olimpia  |
| -------------------------------------------------------------- | -------------------------------------------------------------- | -------------------------------------------------------------- | -------------------------------------------------------------- | -------------------------------------------------------------- | -------- |
|                                                                | Ország                                                         | Arany                                                          | Ezüst                                                          | Bronz                                                          | Összesen |
| 1.                                                             | Szovjetunió (URS)                                              | 3                                                              | 1                                                              | 2                                                              | 6        |
| 2.                                                             | Nagy-Britannia (GBR)                                           | 2                                                              | 1                                                              | 2                                                              | 5        |
| 3.                                                             | Egyesült Államok (USA)                                         | 2                                                              | 1                                                              | 0                                                              | 3        |
| 4.                                                             | Románia (ROU)                                                  | 1                                                              | 2                                                              | 1                                                              | 4        |
| 5.                                                             | Egyesült Német Csapat (EUA)                                    | 1                                                              | 1                                                              | 0                                                              | 2        |
| 6.                                                             | Magyarország (HUN)                                             | 1                                                              | 0                                                              | 0                                                              | 1        |
|                                                                |                                                                |                                                                |                                                                |                                                                |          |
| 7.                                                             | Írország (IRL)                                                 | 0                                                              | 1                                                              | 3                                                              | 4        |
| 8.                                                             | Chile (CHI)                                                    | 0                                                              | 1                                                              | 2                                                              | 3        |
| 9.                                                             | Olaszország (ITA)                                              | 0                                                              | 1                                                              | 1                                                              | 2        |
| 10.                                                            | Dél-Korea (KOR)                                                | 0                                                              | 1                                                              | 0                                                              | 1        |
|                                                                |                                                                |                                                                |                                                                |                                                                |          |
| 11.                                                            | Dél-afrikai Unió (RSA)                                         | 0                                                              | 0                                                              | 2                                                              | 2        |
| 11.                                                            | Franciaország (FRA)                                            | 0                                                              | 0                                                              | 2                                                              | 2        |
| 11.                                                            | Lengyelország (POL)                                            | 0                                                              | 0                                                              | 2                                                              | 2        |
| 14.                                                            | Argentína (ARG)                                                | 0                                                              | 0                                                              | 1                                                              | 1        |
| 14.                                                            | Ausztrália (AUS)                                               | 0                                                              | 0                                                              | 1                                                              | 1        |
| 14.                                                            | Finnország (FIN)                                               | 0                                                              | 0                                                              | 1                                                              | 1        |
|                                                                |                                                                |                                                                |                                                                |                                                                |          |
| Összesen                                                       | Összesen                                                       | 10                                                             | 10                                                             | 20                                                             | 40       |

## Érmesek
| Az 1956. évi nyári olimpiai játékok érmesei ökölvívásban |                                                 |                                                    |                                              |
| Versenyszám                                              | Arany                                           | Ezüst                                              | Bronz                                        |
| Nehézsúly                                                | Pete Rademacher · Egyesült Államok (USA)        | Lev Muhin · Szovjetunió (URS)                      | Daniel Bekker · Dél-afrikai Unió (RSA)       |
| Nehézsúly                                                | Pete Rademacher · Egyesült Államok (USA)        | Lev Muhin · Szovjetunió (URS)                      | Giacomo Bozzano · Olaszország (ITA)          |
| Félnehézsúly                                             | James Boyd · Egyesült Államok (USA)             | Gheorghe Negrea · Románia (ROU)                    | Carlos Lucas · Chile (CHI)                   |
| Félnehézsúly                                             | James Boyd · Egyesült Államok (USA)             | Gheorghe Negrea · Románia (ROU)                    | Romualdas Murauskas · Szovjetunió (URS)      |
| Középsúly                                                | Gennagyij Satkov · Szovjetunió (URS)            | Ramón Tapia · Chile (CHI)                          | Gilbert Chapron · Franciaország (FRA)        |
| Középsúly                                                | Gennagyij Satkov · Szovjetunió (URS)            | Ramón Tapia · Chile (CHI)                          | Víctor Zalazar · Argentína (ARG)             |
| Nagyváltósúly                                            | Papp László · Magyarország (HUN)                | José Torres · Egyesült Államok (USA)               | John McCormack · Nagy-Britannia (GBR)        |
| Nagyváltósúly                                            | Papp László · Magyarország (HUN)                | José Torres · Egyesült Államok (USA)               | Zbigniew Pietrzykowski · Lengyelország (POL) |
| Váltósúly                                                | Nicolea Linca · Románia (ROU)                   | Frederick Tiedt · Írország (IRL)                   | Kevin Hogarth · Ausztrália (AUS)             |
| Váltósúly                                                | Nicolea Linca · Románia (ROU)                   | Frederick Tiedt · Írország (IRL)                   | Nicky Gargano · Nagy-Britannia (GBR)         |
| Kisváltósúly                                             | Vladimir Jengibarján · Szovjetunió (URS)        | Franco Nenci · Olaszország (ITA)                   | Henry Loubscher · Dél-afrikai Unió (RSA)     |
| Kisváltósúly                                             | Vladimir Jengibarján · Szovjetunió (URS)        | Franco Nenci · Olaszország (ITA)                   | Constantin Dumitrescu · Románia (ROU)        |
| Könnyűsúly                                               | Richard McTaggart · Nagy-Britannia (GBR)        | Harry Kurschat · Egyesült Német Csapat (EUA)       | Anthony Byrne · Írország (IRL)               |
| Könnyűsúly                                               | Richard McTaggart · Nagy-Britannia (GBR)        | Harry Kurschat · Egyesült Német Csapat (EUA)       | Anatolij Lagetko · Szovjetunió (URS)         |
| Pehelysúly                                               | Vlagyimir Szafronov · Szovjetunió (URS)         | Thomas Nicholls · Nagy-Britannia (GBR)             | Henryk Niedźwiedzki · Lengyelország (POL)    |
| Pehelysúly                                               | Vlagyimir Szafronov · Szovjetunió (URS)         | Thomas Nicholls · Nagy-Britannia (GBR)             | Pentti Hämäläinen · Finnország (FIN)         |
| Harmatsúly                                               | Wolfgang Behrendt · Egyesült Német Csapat (EUA) | Szong Szuncshon (Song Sun-Cheon) · Dél-Korea (KOR) | Frederick Gilroy · Írország (IRL)            |
| Harmatsúly                                               | Wolfgang Behrendt · Egyesült Német Csapat (EUA) | Szong Szuncshon (Song Sun-Cheon) · Dél-Korea (KOR) | Claudio Barrientos · Chile (CHI)             |
| Légsúly                                                  | Terence Spinks · Nagy-Britannia (GBR)           | Mircea Dobrescu · Románia (ROU)                    | John Caldwell · Írország (IRL)               |
| Légsúly                                                  | Terence Spinks · Nagy-Britannia (GBR)           | Mircea Dobrescu · Románia (ROU)                    | René Libeer · Franciaország (FRA)            |